# 女神 (沢田研二の曲)
「女神」（めがみ）は、日本の歌手である沢田研二の46枚目のシングルである。
1986年10月22日に東芝EMIのイーストワールドレーベルより発売された

## 解説
- 沢田自身が出演した『JAL沖縄キャンペーン』のCMソングに起用され、シングル盤A面としては1982年の「麗人」以来となる阿久悠の作詞となった。歌詞も往年の沢田を意識した「ジュテーム」を連呼している。
- 1986年11月7日に、自身初となる『ミュージックステーション』（テレビ朝日系）に初出演し[1]、1986年末の『第37回NHK紅白歌合戦』にて表題曲を披露した[2]。

## 収録曲
1. 女神
  - 作詞：阿久悠、作曲：佐藤隆、編曲：チト河内
2. ウルレレNo.9
  - 作詞：沢田研二、作曲：篠原信彦、編曲：チト河内・CO-CóLO